# Upe
UPE är ett lettiskt musikförlagsföretag. 

## Historia
Det grundades av Ainars Mielavs. Det officiella datumet för UPE:s grundande är juni 1997. 
Skivbolaget "Upe" fortsätter att lägga till inspelningar till "Latvian Folk Music Collection" och planerar att släppa albumet "Skaistākās dziesmas" - en melodiskt spännande samling av folksånger - den 20 oktober. Den kommer att innehålla välkända melodier som "Div' dūjiņas", "Tumša nakte, zelļa zāle" och "Sarkandaiļa roze auga".

## Artister
- Ainars Mielavs
- Gints Sola
- Iļģi
- Imants Kalniņš
- Jauns Mēness
- Latviešu korporāciju buršu dziesmas
- Latviešu tautas mūzikas kolekcija
- Laimas Muzykanti
- Mielavs un Pārcēlāji
- Mummij Troļ
- Raimonds Tīguls
- Valdis Muktupāvels